# Listă de rezervații amerindiene din statul Florida

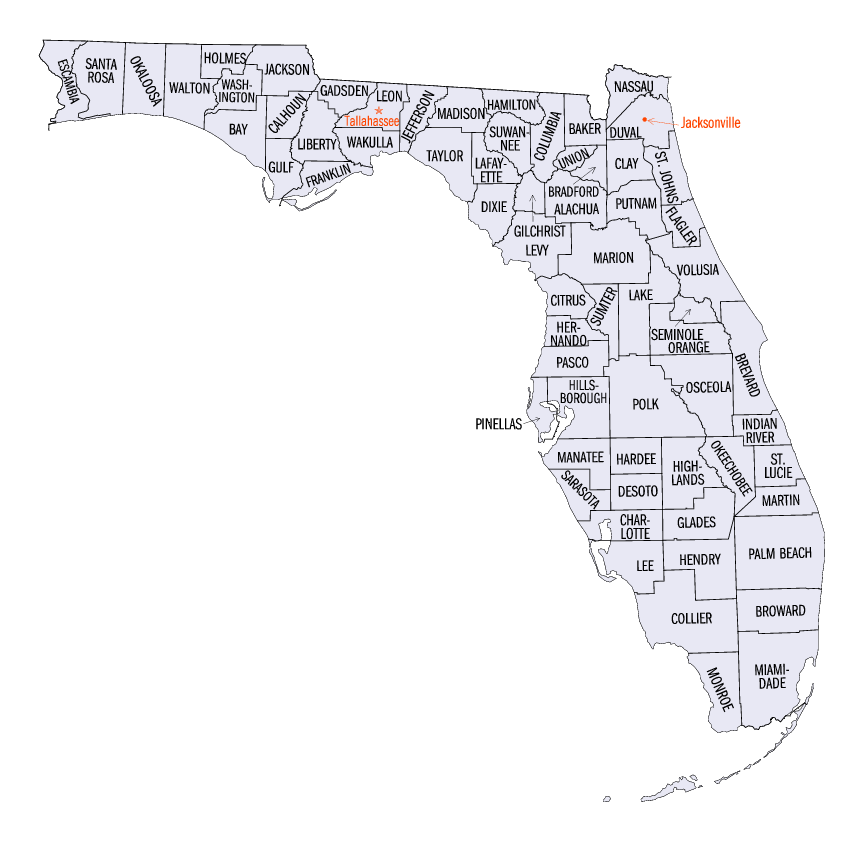
Harta celor 67 de comitate din statul din SUA

- Această pagină este o listă de rezervații amerindiene (în engleză Indian reservations) din statul Florida.

- Vedeți și Listă de municipalități din statul Florida.
  - Vedeți și Listă de orașe din statul Florida.
  - Vedeți și Listă de târguri din statul Florida.
  - Vedeți și Listă de sate din statul Florida.

respectiv
- Vedeți și Listă de comitate din statul Florida.
- Vedeți și Listă de locuri desemnate pentru recensământ din statul Florida.
- Vedeți și Listă de comunități neîncorporate din statul Florida.
- Vedeți și Listă de localități din statul Florida.
- Vedeți și Listă de localități dispărute din statul Florida.

## B
- Big Cypress, comitatele Broward și Hendry
- Brighton Seminole, comitatul Glades

## M
- Miccosukee, comitatele Broward și Miami-Dade

## Vedeți și
- Borough (Statele Unite ale Americii)
- Cătun (Statele Unite ale Americii)
- District civil (Statele Unite ale Americii)
- District desemnat (Statele Unite ale Americii)
- District topografic (Statele Unite ale Americii)
- Loc desemnat pentru recensământ (Statele Unite ale Americii)
- Localitate dispărută (Statele Unite ale Americii)
- Localitate neîncorporată (Statele Unite ale Americii)
- Municipalitate (Statele Unite ale Americii)
- Oraș (Statele Unite ale Americii)
- Precinct (Statele Unite ale Americii)
- Rezervație amerindiană (Statele Unite ale Americii)
- Sat (Statele Unite ale Americii)
- Târg (Statele Unite ale Americii)
- Teritoriu neorganizat (Statele Unite ale Americii)
- Township (Statele Unite ale Americii)
- Zonă metropolitană (Statele Unite ale Americii)
- Zonă micropolitană (Statele Unite ale Americii)

respectiv
- Census county division
- Designated place, a counterpart in the Canadian census
- ZIP Code Tabulation Area

## Alte legături interne
- Categorie:Liste de orașe din Statele Unite după stat
- Categorie:Liste de târguri din Statele Unite după stat
- Categorie:Liste de districte civile din Statele Unite după stat
- Categorie:Liste de sate din Statele Unite după stat
- Categorie:Liste de comunități desemnate pentru recensământ din Statele Unite după stat
- Categorie:Liste de comunități neîncorporate din Statele Unite după stat
- Categorie:Liste de localități dispărute din Statele Unite după stat
- Categorie:Liste de rezervații amerindiene din Statele Unite după stat
- Categorie:Liste de zone de teritoriu neorganizat din Statele Unite după stat

și
- Listă de municipalități din statul Florida
  - Listă de orașe din statul Florida
  - Listă de târguri din statul Florida
  - Listă de sate din statul Florida

respectiv
- Listă de comitate din statul Florida
- Listă de districte civile din statul Florida
- Listă de locuri desemnate pentru recensământ din statul Florida
- Listă de comunități neîncorporate din statul Florida
- Listă de localități din statul Florida
- Listă de localități dispărute din statul Florida
- Listă de zone de teritoriu neorganizat din statul Florida